# Karl Niederberger (Politiker, 1847)
Karl Josef Niederberger (* 24. Januar 1847 in Oberdorf NW; † 6. November 1917 in Stans) war ein Schweizer Politiker. Von 1896 bis 1917 gehörte er dem Nationalrat an.

## Leben
Karl Niederberger wurde in Oberdorf im Kanton Nidwalden geboren. Seine Eltern waren der Landwirt Karl Josef Niederberger und Marie Anna Keiser. Die Schulen besuchte er in Stans. Er wurde wie sein Vater Landwirt.
Auf Gemeindeebene war er als Vertreter der Konservativen in allen Räten tätig. Er war Mitglied im Schulrat, Kirchenrat und Gemeinderat und wurde Gemeindepräsident der Gemeinde Oberdorf NW.
In der höheren Politik auf kantonaler Ebene startete er im Kantonsgericht, dessen Präsident er von 1889 bis 1895 war. Zwischen 1883 und 1895 war er Ratsherr im Landrat und von 1895 bis 1917 Regierungsrat. Die meisten Jahre im Regierungsrat war er Landsäckelmeister (Finanzminister).
Auch auf Bundesebene bekleidete er ein politisches Amt, das Amt eines Nationalrats. Zwischen dem 7. Dezember 1896 und seinem Tod am 6. November 1917 war er der Vertreter des Kantons Nidwalden im Nationalrat.
In allen politischen Gremien setzte er sich sehr für den Bauernstand ein. Zu diesem Bild passt auch, dass er Vorstandsmitglied des Schweizerischen Bauernverbands und Präsident der Vereinigung der Nidwaldner Gemeinalpen war.
Niederberger heiratete am 7. Oktober 1871 in Stans die Stanserin Josefa Gut. Dieser Ehe entstammten zwei Söhne und eine Tochter. Die beiden Söhne waren Regierungsrat Karl Remigi Niederberger und Ratsherr und Oberrichter Walter Niederberger.